# Hispano Aviación
Hispano Aviación fue una antigua fábrica española de aviones de combate ubicada en el barrio de Triana, Sevilla. La empresa (Hispano Aviación S.A.) desarrolló su actividad de 1943 a 1972.

## Historia
En 1902, y tras declararse en quiebra la "Compañía General Española de Coches Automóviles Emilio de la Cuadra, Sociedad en Comandita", se funda la "J. Castro, Sociedad en Comandita, Fábrica Hispano-Suiza de Automóviles" que hereda los talleres y personal con el ingeniero suizo Marc Birkigt como director técnico. La empresa empieza a fabricar coches y motores con tecnología propia que son muy apreciados; pero el proyecto atraviesa dificultades económicas y la empresa vuelve a quebrar. Esta vez Damià Mateu, empresario del metal y acreedor de la empresa, se hace cargo del proyecto y surge "La Hispano-Suiza, Fábrica de Automóviles, S. A." la famosa Hispano-Suiza. Esta vez el proyecto cuaja y la empresa se desarrolla exitosamente en el mundo de los automóviles de lujo, y se internacionaliza montando una fábrica cerca de París. En 1915 como respuesta a una sugerencia de la Casa Real en el sentido de que deberían fabricar motores de aviación. Marc Birkigt diseña y produce uno con el bloque de aleación de aluminio, que tuvo un éxito inmediato. Tanto que en unos años sus motores pasan a fabricarse bajo licencia en Francia, Italia, Estados Unidos y Japón. Durante la Primera Guerra Mundial se fabricaron casi 50 000. Se creó una moderna factoría en Guadalajara, la Hispano Guadalajara dedicada a la producción de material militar —esencialmente camiones y aeroplanos— y junto a la fábrica, que ya disponía de aeropuerto, se crea una nueva empresa la "Hispano Aircraft".
Por diferentes causas la fábrica cambió de propietario varias veces hasta el cierre definitivo de la Hispano Guadalajara en 1932 y la empresa se dividió en dos partes. La sección de motores y camiones la compró Fiat y, pasado un tiempo, sería el germen de la marca Pegaso. La sección de aeronáutica permaneció en manos de los antiguos dueños y se mantuvo funcionando hasta la Guerra Civil. Durante esta el Comité de Trabajadores se hizo con el control de la Hispano-Suiza y trasladó la producción de aviones a Alicante donde se montaron y repararon los Polikárpov del ejército republicano. Mientras tanto, los antiguos propietarios de la fábrica, exiliados en Francia, crean un taller en Sevilla para la reparación de los aviones de los sublevados. Tras la guerra civil, en 1943, es parcialmente nacionalizada y da lugar a "La Hispano Aviación" que echa a andar en Sevilla con antiguo personal de Guadalajara.

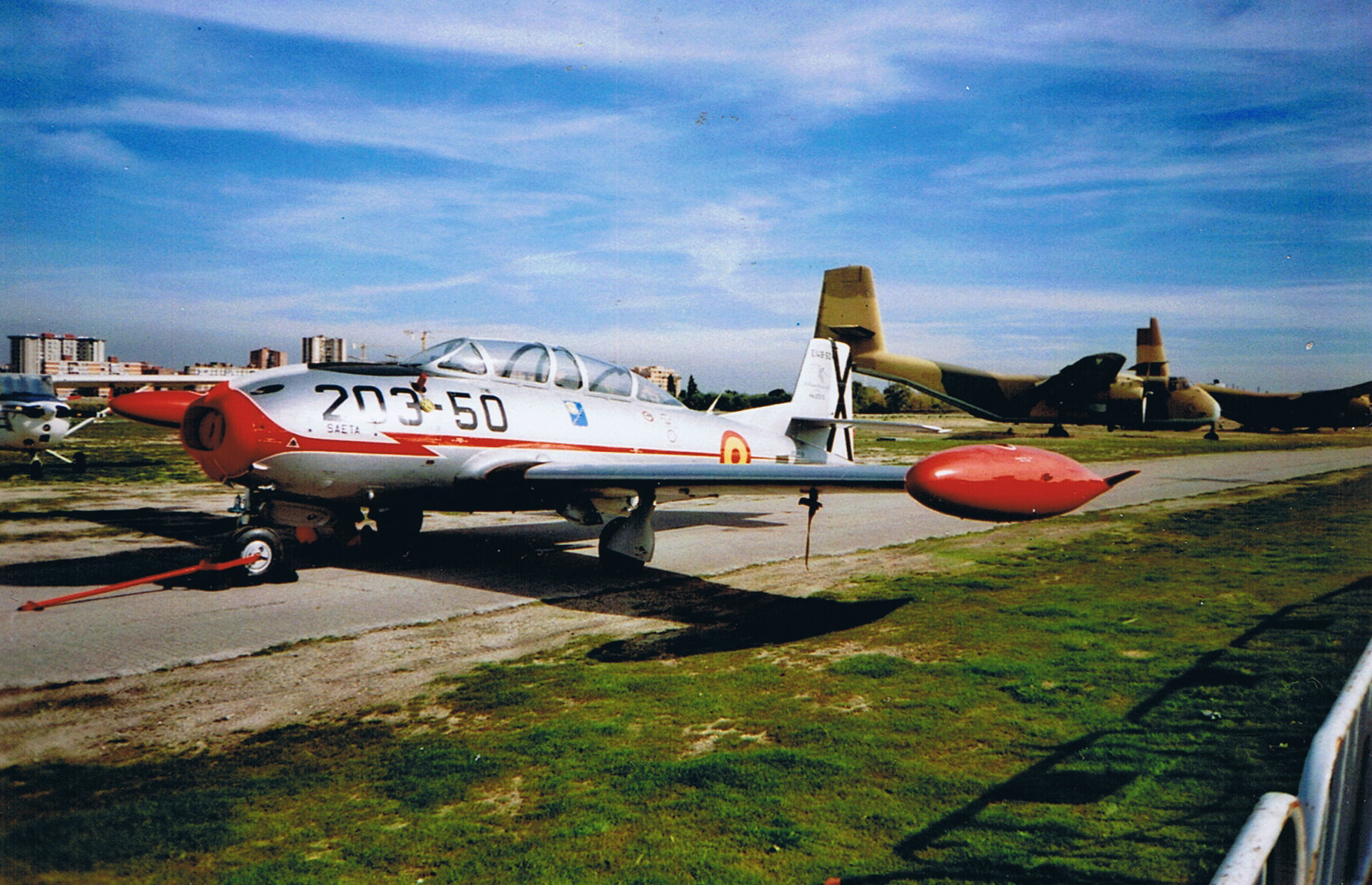
Modelo Hispano Aviación 200 "Saeta".

Como primer gran trabajo se le encargó la construcción de 200 cazas Messerschmitt Bf 109 bajo licencia. Por las circunstancias históricas de la época los 200 aviones encargados se fabricaron de dos modelos distintos: 65 del HA-1109 J-1L —con motor Hispano-Suiza— y 172 del HA 1112 M1L 'Buchón' —Hispano Aviación 1112— que montaba el famoso motor Rolls Royce Merlin —el mismo que usaba el Supermarine Spitfire—. En 1947, fabricó los aviones de entrenamiento HA-43 para el ejército del aire. Posteriormente Hispano Aviación firmó, en 1951, un acuerdo con el profesor Willy Messerschmitt por el cual desarrollaría dos entrenadores y posteriormente un reactor bisónico de ala en delta. Los prototipos se denominaron HA-100 'Triana', HA-200 'Saeta' y HA-300. El segundo proyecto, el HA-200 'Saeta', fue el primer reactor construido en España, en la fábrica de Triana, Sevilla, y voló por primera vez el 12 de agosto de 1955, tomando el 'Saeta' como base y transformándolos en monoplazas, se diseñaron el HA-57 y el avión de combate táctico HA-60, y aviones multiplaza derivados del 'Saeta', los HA-230, HA-231 y HA-56 . También se diseñó un cuatrimotor de carga, el HA-400. En 1967, se diseñó un aparato ligero de ataque a suelo, cuyas líneas, son predecesoras del A-10 Thunderbolt estadounidense, el HA-500 'Alacrán'. En 1970 se diseñó una variante de apoyo táctico, fue el HA-220 'Super Saeta'. En 1971 fue absorbida por CASA.

## Uso actual de las instalaciones
En la actualidad, el antiguo recinto de la fábrica alberga múltiples edificios de viviendas, tanto aquellas construidas para los obreros de la fábrica como otras edificadas o reformadas con posterioridad al cierre de esta. Además, los edificios que albergaban la maquinaria industrial y los almacenes han sido gentrificados y reconvertidos en instalaciones deportivas, de cuya gestión se encarga la empresa privada Galisport por concesión administrativa del Ayuntamiento de Sevilla. Otra sección de la fábrica alberga instalaciones deportivas de titularidad pública.

## Diseños y Proyectos
La compañía realizó una serie de proyectos que o bien no pasaron de las mesas de diseño o llegaron a tener éxito, se detallan a continuación una lista de dichos aparatos:
- E-30
- E-34
- HS-42
- HA-43
- HS-50
- HA-56 aparato de enlace rápido
- HA-57 Super Saeta
- HA-60 Súper Saeta
- HA-1109 (Versión española del Me-109 G2 con motor Hispano Suiza12Z-89)
- HA-1112 "Buchón" (Versión española del  Me-109 G2 con Motor Rolls-Royce Merlin)
- HA-100 Triana
- HA-200F Saeta Monoplaza
- HA-200 Saeta
- HA-220 Super Saeta
- HA-230 aparato de enlace
- HA-231 aparato de enlace
- HA-300
- HA-400 aparato cuatrimotor de transporte
- HA-500 Alacrán